# Ctenucha pohli
Ctenucha pohli là một loài bướm đêm thuộc phân họ Arctiinae, họ Erebidae.